# 野澤和行
野澤 和行（のざわ かずゆき）は、日本の国土交通官僚。国土交通政策研究所総括主任研究官、国土交通省近畿運輸局長等を経て、日本旅客船協会理事長。

## 人物・経歴
長野県上伊那郡辰野町出身。長野県諏訪清陵高等学校を経て、一橋大学法学部卒業。1988年運輸省入省（海上技術安全局労政課）。1991年運輸省航空局飛行場部環境整備課企画係長。1992年運輸省海上技術安全局総務課企画係長。1993年運輸省新潟運輸局企画部地域交通企画課長。1994年運輸省運輸政策局環境・海洋課専門官。1995年運輸省運輸政策局環境・海洋課補佐官。同年海上保安庁警備救難部警備第一課補佐官。
1997年運輸省海上交通局国内貨物課補佐官。1999年運輸省鉄道局幹線鉄道課補佐官。2001年国土交通省鉄道局幹線鉄道課長補佐。同年国土交通省国土交通政策研究所主任研究官。2004年鉄道建設・運輸施設整備支援機構企画調査室企画課長。2005年鉄道建設・運輸施設整備支援機構企画調査部企画課長。同年鉄道建設・運輸施設整備支援機構総務部総務課長。2006年国土交通省鉄道局総務課貨物鉄道調整官。2007年国土交通省国土交通政策研究所総括主任研究官。
2009年運輸政策研究機構運輸政策研究所主任研究員。2011年鉄道建設・運輸施設整備支援機構国鉄清算事業管理部長。
2013年海上保安庁交通部企画課長（海上保安官）。2015年国土交通省運輸安全委員会事務局総務課長。2017年国土交通省北陸信越運輸局次長。2018年国土交通省大臣官房付、退官、自動車事故対策機構理事（総務・企画・自動車アセスメント担当）。
2020年国土交通省近畿運輸局長、大阪マラソン組織委員会委員。2021年国土交通省大臣官房付、退官、日本民営鉄道協会常務理事、日本気象協会監事。2024年日本旅客船協会理事長、海技教育財団理事、日本定航保全取締役。